# Sinugenys robusta
Sinugenys robusta är en ringmaskart som beskrevs av Courtinat 1998. Sinugenys robusta ingår i släktet Sinugenys, klassen havsborstmaskar, fylumet ringmaskar och riket djur. Inga underarter finns listade i Catalogue of Life.